# Skyline Studios
Skyline Studios bylo nahrávací studio nacházející se na adrese 36 West 37th Street v New Yorku. Své nahrávky zde pořizovali například Eric Clapton, John Cale, Bryan Ferry, Ric Ocasek, David Byrne, Michael Brecker či David Bowie. Vzniklo roku 1979. Později bylo uzavřeno, avšak roku 2003 jej Ron Allaire spolu s bubeníkem Jonathanem Moverem znovu otevřeli. Uzavřeno bylo roku 2012.